# كينيث أودونيل
كينيث أودونيل (بالإنجليزية: Kenneth O'Donnell)‏ (و. 1924 – 1977 م) هو سياسي، ومستشار من الولايات المتحدة الأمريكية ولد في ورسستر، ماساتشوستس.

## التعليم
تعلم في جامعة هارفارد (1946–1949).

## روابط خارجية
- كينيث أودونيل على موقع IMDb (الإنجليزية)
- كينيث أودونيل على موقع قاعدة بيانات الفيلم (الإنجليزية)